# Luigi Marchisio
Luigi Marchisio (26 de abril de 1909, Castelnuovo Don Bosco - 2 de julho de 1992) foi um ciclista italiano. Atuou profissionalmente entre 1929 e 1936.
Foi o vencedor do Giro d'Italia em 1930 .